# Колони (Алабама)
Колони (енгл. Colony) град је у америчкој савезној држави Алабама. По попису становништва из 2010. у њему је живело 268 становника.

## Демографија
Према попису становништва из 2010. у граду је живело 268 становника, што је 117 (30,4%) становника мање него 2000. године.
| Група             | 2000.       | 2010.       |
| Белци             | 22 (5,7%)   | 28 (10,4%)  |
| Афроамериканци    | 360 (93,5%) | 233 (86,9%) |
| Азијати           | 0 (0,0%)    | 1 (0,4%)    |
| Хиспаноамериканци | 3 (0,8%)    | 1 (0,4%)    |
| Укупно            | 385         | 268         |